# Едісон Флорес
Едісон Флорес (ісп. Édison Flores; нар. 14 травня 1994, Ліма) — перуанський футболіст, півзахисник клубу «Універсітаріо» та національної збірної Перу.

## Клубна кар'єра
Народився 14 травня 1994 року в місті Ліма. Вихованець юнацьких команд футбольних клубів «Гектор Чумпітас» та «Універсітаріо де Депортес». У 2011 році він був включений в заявку основи «Універсітаріо», після того, як виграв з молодіжною командою Кубок Лібертадорес і став його найкращим гравцем. 1 серпня в матчі проти «Хуан Ауріча» Едісон дебютував у перуанській Прімері, замінивши у другому таймі Енді Поло. Всього провів у рідному клубі два сезони, взявши участь у 37 матчах чемпіонату.
Влітку 2012 року Флорес перейшов у іспанський «Вільярреал», але через високу конкуренцію в основній команді Едісон почав виступати за дубль. 30 вересня в матчі проти «Бадалони» він дебютував у Сегунді Б, замінивши у другому таймі Мої Гомеса. 1 грудня у поєдинку проти дублерів «Леванте» Флорес забив свій перший гол за нову команду. Провівши в дублі «жовтої субмарини» два сезони, влітку 2014 року Едісон повернувся в «Універсітаріо». Після повернення встиг відіграти за команду з Ліми 64 матчі в національному чемпіонаті.
Влітку 2016 року Флорес перейшов у данський «Ольборг». 15 серпня в матчі проти «Есб'єрга» він дебютував у данській Суперлізі. 28 серпня в поєдинку проти «Орхуса» Едісон забив свій перший гол за «Ольборг». Відіграв за команду з Ольборга 47 матчів в національному чемпіонаті.
у 2018 році уклав дворічну угоду з мексиканським клубом «Монаркас».
14 січня 2020 року на правах вільного агента перейшов до американського клубу «Ді Сі Юнайтед». 29 лютого дебютував в основному складі в програному матчі 1–2 проти «Колорадо Репідз». У серпні 2020 року отримав травму щелепно-лицевої ділянки та вибув на шість тижнів. Загалом у складі «Ді Сі Юнайтед» провів 41 гру в яких тричі відзначився забитим м'чем.
З 2022 по 2024 роки захищав кольори команди «Атлас» (Гвадалахара). Частину цього періоду на правах оренди виступав за свою першу команду «Універсітаріо». З 2025 року захищає кольори «Універсітаріо» на умовах повноцінного контракту.

## Виступи за збірні
У 2011 році у складі юнацької збірної Перу Флорес взяв участь в юнацькому чемпіонаті Південної Америки в Еквадорі. На турнірі він зіграв у всіх чотирьох матчах, а в грі проти Болівії (2:4) зробив дубль. У наступному матчі проти Уругваю (3:0) Флорес знову забив гол, втім його команда зайняла передостаннє місце у групі і покинула турнір.
В 2013 році у складі молодіжної збірної Перу Флорес взяв участь молодіжному чемпіонаті Південної Америки у Аргентині. На турнірі він зіграв у восьми з дев'яти матчах, а в зустрічах проти команд Бразилії (2:0) та Чилі (1:1) Едісон забив по м'ячу, зайнявши з командою 5-те місце на турнірі.
14 серпня 2013 року в товариському матчі проти збірної Парагваю Флорес дебютував за збірною Перу, замінивши у другому таймі Альберто Родрігеса. 24 травня 2016 року в поєдинку проти збірної Тринідаду і Тобаго він забив свій перший гол за національну команду.
У складі збірної був учасником розіграшу Кубка Америки 2016 року у США та чемпіонату світу 2018 року у Росії.

## Титули і досягнення
- Срібний призер Кубка Америки: 2019